# Список улиц Апатитов
Улично-дорожная сеть города Апатиты состоит из более  чем 40 улиц (на 2005 год – более 30), площадей, проспектов, переулков. Планировка и топонимика улиц тесно связаны с историей жизни страны и города. 

## История
19 февраля 1915 г. начинается строительство ж/д разъезда, вокруг которого к 1935 году появляется поселок, после чего в конце 1940-х годов создаются первые планы будущего города. Самая старая улица — Жемчужная, появляется еще во время существования поселка. Первой улицей нового города стала улица Социалистическая, она была проложена на некотором удалении от поселка и некоторое время использовалась только строителями Апатит.
В планировке и названиях апатитских улиц отразились различные крупные события жизни страны и города. Многие улицы названы в честь личностей, повлиявших на город; географических объектов. В память о Великой Отечественной войне также назван ряд улиц города. Некоторым улицам города изменили названия. К примеру, Социалистическая улица стала улицей Ленина, а улица Дзержинского называлась Зелёной улицей. В 1990 году появилась улица Воинов-Интернационалистов.
Центральными улицами города являются площадь Ленина и улица Ферсмана. Улица Ферсмана насчитывает более 120 зданий — это самая застроенная улица города. Самая незастроенная улица — Московский переулок, на ней расположено 2 здания. Самая протяжённая улица — улица Строителей, в длину достигает 2,75 километров, а самая короткая улица — Комсомольская, в длину достигает 159 метров.
| Фото | Улица                           | Название |
|      | Площадь Геологов                | Названа в честь геологоразведчиков и ученых, сыгравших важную роль в освоении Хибин. |
|      | Площадь Ленина                  | Площадь Ферсмана, переименована вместе с улицей Ферсмана в честь 100-летия Ленина, Владимира Ильича. |
|      | Проспект Сидоренко              | В 1970-х после начала изучения космоса и работ по изучению лунного грунта в Горном институте названа в честь ученого, проводившего работы, министра геологии СССР, академика Сидоренко, Александра Васильевича.                                                               |
|      | улица Бредова                   | В 1965 году в связи с 20-летием разгрома немецко-фашистских войск в Заполярье названа в честь Героя Советского Союза Бредова, Анатолия Фёдоровича. |
|      | улица Воинов-Интернационалистов | В 1990 году в честь апатитчан, погибших в войне в Афганистане. |
|      | улица Гайдара                   | Появилась в 1970-х на месте лагерной зоны. Современная улица построена по проекту 1976 года. Названа в честь писателя Гайдара, Аркадя Петровича. |
|      | Геофизическая улица             | Геофизическая станция в Апатитах |
|      | улица Гладышева                 | Пионерская улица в 1970 году переименована в честь первого директора совхоза «Индустрия» Гладышева, Николая Кузьмича, в 1934 году за производственные показатели совхоза награжденного орденом Трудового Красного Знамени, а в 1937-м незаконно арестованого и расстреляного. |
|      | улица Дзержинского              | Зеленая улица, в 1977 году, в год 100-летия со дня рождения переименована в честь Дзержинского, Феликса Эдмундовича. |
|      | улица Железнодорожный посёлок   | Апатитская железнодорожная станция |
|      | Жемчужная улица                 | По реке Жемчужная, та, в свою очередь, по жемчужному промыслу. |
|      | улица Зиновьева                 | В 1970-х после начала изучения космоса и работ по изучению лунного грунта в Горном институте названа в честь ученого, проводившего работы Зиновьева, Анатолия Георгиевича. |
|      | улица Кирова                    | Киров, Сергей Миронович |
|      | улица Козлова                   | В 1970-х после начала изучения космоса и работ по изучению лунного грунта в Горном институте названа в честь ученого, проводившего работы Козлова, Евгения Константиновича.                                                                                                   |
|      | Комсомольская улица             | Относится ко времени существования поселка, названа в честь молодёжи, активно участвовавшей в строительстве новых городов. Впервые упомянута в 1951 году. |
|      | улица Космонавтов               | В честь первого полёта в космос. В 1965 году в область приезжал Юрий Гагарин, потом в Горном институте велись работы по изучению лунного грунта, в Апатиты приезжали космонавты Евгений Хрунов и Георгий Гречко.                                                              |
|      | улица Ленина                    | Названа в честь академика А. Е. Ферсмана, изучавшего полезные ископаемые Кольского полуострова. К 100-летнему юбилею со для рождения В. И. Ленина переименована в честь последнего.                                                                                           |
|      | Лесная улица                    | Название появилось на территории поселка Белореченский в 1954 году, еще до появления самого поселка. |
|      | улица Механизаторов             | |
|      | улица Мира                      | |
|      | Молодёжная улица                | пгт Молодёжный |
|      | Московская улица                | В честь москвичей — строителей Апатитской ТЭЦ. |
|      | улица Некрасова                 | Образована в 1961 году в посёлке Белореченский, впоследствии вошедшем в состав города, в районе, где располагался Дом культуры и названа в честь поэта Некрасова . |
|      | улица Нечаева                   | Фестивальный проезд, названный в честь фестиваля молодежи и студентов, проходившего в Москве, в 1989 году переименован в честь хирурга Нечаева, Николая Дмитриевича, работавшего в больнице Апатит.                                                                           |
|      | Октябрьская улица               | |
|      | Первомайская улица              | |
|      | улица Победы                    | Восточный проезд в 1980 год в 35-летие разгрома фашистских войск в Заполярье улицу переименовали в улицеу Победы. |
|      | Пригородная улица               | Находится в центральной части города, в 1954 году названа так по местоположению в бывшем пригророде. |
|      | улица Промплощадка АНОФ-2       | АНОФ-2 |
|      | Промышленная улица              | |
|      | Путейская улица                 | |
|      | улица Пушкина                   | Пушкин, Александр Сергеевич |
|      | Северная улица                  | |
|      | Советская улица                 | Образована в 1961 года на территории посёлка Молодёжный, впоследствии вошедшего в состав города, была застроена малоэтажными домами. |
|      | Сосновая улица                  | Застроена в 1961 году в посёлке Белореченский, который впоследствии вошёл в состав посёлка Молодёжный, и затем в состав города. |
|      | улица Строителей                | В честь строителей заполярного города. |
|      | Трудовая улица                  | |
|      | улица Ферсмана                  | Академическая ул., в 1961 году в Апатиты из горной станции в поселке Кукисвумчорр перебазировался Кольский филиал Академии Наук СССР. В 1970 году переименована в честьФерсмана, Александра Евгеньевича одновременно с переименованием улицы Ферсмана в честь В. И. Ленина.   |
|      | Фестивальная улица              | Всесоюзная ударная стройка в Хибинах приветствовала первый фестиваль, проходивший в Москве в 1957 году, еще до появления города. |
|      | улица Чехова                    | Образована в 1961 году в посёлке Белореченский, впоследствии вошедшем в состав города, в районе, где располагался Дом культуры и названа в честь писателя Чехова, Антона Павловича.                                                                                           |
|      | Энергетическая улица            | Образована в 1961 и названа в виду того, что вела к Кировская ГРЭС (с 1992 Апатитская тепловая электростанция (ТЭЦ)), которая является единственным поставщиком тепла в городах Апатиты и Кировск. Улица застроена в 1966 году.                                               |
|      | Водопроводный переулок          | |
|      | Московский переулок             | |